# Lochtrop

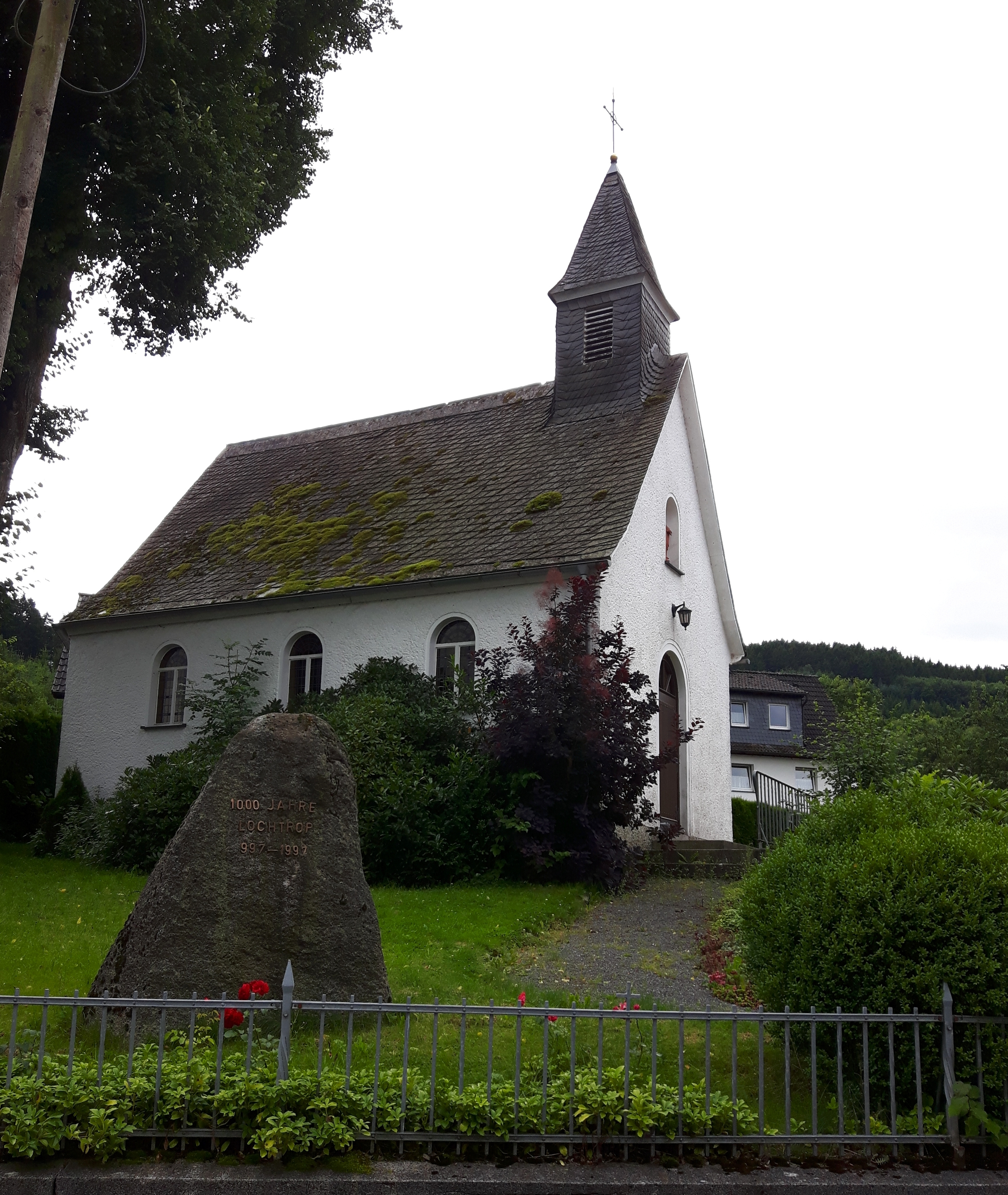
Kapelle in Lochtrop

Lochtrop ist ein Ortsteil von Eslohe (Sauerland) im nordrhein-westfälischen Hochsauerlandkreis.
Die Ortschaft liegt in einer Höhe von 300 m rund 2,5 km südlich von Bremke. Der Ortsteil mit 45 Einwohnern (Stand Juni 2023) und zehn Häusern befindet sich direkt an der Kreisstraße 32. Durch den Ort fließt die Wenne. In Lochtrop steht ein Fachwerkbauernhof aus dem Jahr 1720. An den Ort grenzen die Ortschaften Frielinghausen und Grimminghausen.

## Geschichte
Der frühmittelalterliche Lochtropgau (damals „Locdrop“) ist es nach dem Ort Lochtrop benannt.  Er war im Jahr 997 Untergau des Gaus Westfalen.
Das Schatzungsregister (diente der Erhebung von Steuern) von 1543 zeigt für den kleinen Ort „Lochtrop“ 3 Abgabepflichtige (Herman Ibidem, Konings Ibidem und Dietherich von Esleue), diese Zahl dürfte mit den damals vorhandenen Häusern bzw. Höfen übereingestimmt haben.
Lochtrop gehörte zum Amt Eslohe. Seit dem 1. Januar 1975 ist Lochtrop ein Ortsteil der neuen Gemeinde Eslohe.